# Classic Brugge-De Panne 2025
De Belgische wielerwedstrijd Classic Brugge-De Panne vond bij de mannen in 2025 plaats op 26 maart en bij de vrouwen een dag later op 27 maart.

## Mannen
Bij de mannen was de titelverdediger Jasper Philipsen, hij zou deze editie niet meesprinten om de zege in deze Belgische klassieker. In de nagenoeg vlakken wedstrijd die van Brugge naar De Panne trok, moest een sprint beslissen wie er met de zege vandoor zou gaan. De Colombiaan Sebastián Molano bleek de sterkste van de overgebleven renners en boekte hiermee zijn eerste zege van het seizoen. In de chaotische finale vol valpartijen eindigde de Italiaan Jonathan Milan op een tweede plek en maakte de Est Madis Mihkels het podium volledig. De wedstrijd was onderdeel van de UCI World Tour.

### Uitslag
| Plaats  | Naam              | Ploeg                   | tijd     |
| ------- | ----------------- | ----------------------- | -------- |
| Winnaar | Sebastián Molano  | UAE Team Emirates-XRG   | 4u07'23" |
| 2       | Jonathan Milan    | Lidl-Trek               | z.t.     |
| 3       | Madis Mihkels     | EF Education-EasyPost   | z.t.     |
| 4       | Phil Bauhaus      | Bahrain-Victorious      | z.t.     |
| 5       | Erlend Blikra     | Uno-X Mobility          | z.t.     |
| 6       | Max Kanter        | XDS Astana Team         | z.t.     |
| 7       | Alexis Renard     | Cofidis                 | z.t.     |
| 8       | Laurenz Rex       | Intermarché-Wanty       | z.t.     |
| 9       | Dylan Groenewegen | Team Jayco AlUla        | z.t.     |
| 10      | Sam Welsford      | Red Bull-BORA-hansgrohe | z.t.     |

## Vrouwen
De vrouwen reden de achtste editie van deze wedstrijd. Titelverdedigster was Elisa Balsamo die deze editie wederom op het podium eindigde, maar dan als derde. In de sprint om de zege bleek de Nederlandse Lorena Wiebes de sterkste van de overgebleven rensters en behaalde hiermee haar zesde zege van het seizoen. De Italiaanse Chiara Consonni kwam als tweede over de eindstreep. De wedstrijd was onderdeel van de UCI World Tour.

### Uitslag
| Plaats  | Naam                  | Ploeg                      | tijd     |
| ------- | --------------------- | -------------------------- | -------- |
| Winnaar | Lorena Wiebes         | Team SD Worx-Protime       | 3u42'13" |
| 2       | Chiara Consonni       | CANYON//SRAM zondacrypto   | z.t.     |
| 3       | Elisa Balsamo         | Lidl-Trek                  | z.t.     |
| 4       | Georgia Baker         | Liv AlUla Jayco            | z.t.     |
| 5       | Lara Gillespie        | UAE Team ADQ               | z.t.     |
| 6       | Nienke Veenhoven      | Team Visma-Lease a Bike    | z.t.     |
| 7       | Linda Zanetti         | Uno-X Mobility             | z.t.     |
| 8       | Valentine Fortin      | Cofidis                    | z.t.     |
| 9       | Mylène de Zoete       | CERATIZIT Pro Cycling Team | z.t.     |
| 10      | Kathrin Schweinberger | Human Powered Health       | z.t.     |

1977 · 1978 · 1979 · 1980 · 1981 · 1982 · 1983 · 1984 · 1985 · 1986 · 1987 · 1988 · 1989 · 1990 · 1991 · 1992 · 1993 · 1994 · 1995 · 1996 · 1997 · 1998 · 1999 · 2000 · 2001 · 2002 · 2003 · 2003 · 2004 · 2005 · 2006 · 2007 · 2008 · 2009 · 2010 · 2011 · 2012 · 2013 · 2014 · 2015 · 2016 · 2017 · 2018 · 2019 · 2020 · 2021 · 2022 · 2023 · 2024 · 2025

Lijst van beklimmingen
Tour Down Under ·
Great Ocean Road Race ·
Ronde van de Verenigde Arabische Emiraten ·
Omloop Het Nieuwsblad ·
Strade Bianche ·
Parijs-Nice · 
Tirreno-Adriatico · 
Milaan-San Remo ·
Ronde van Catalonië ·
Classic Brugge-De Panne ·
E3 Saxo Classic ·
Gent-Wevelgem ·
Dwars door Vlaanderen ·
Ronde van Vlaanderen ·
Ronde van het Baskenland ·
Parijs-Roubaix ·
Amstel Gold Race ·
Waalse Pijl ·
Luik-Bastenaken-Luik ·
Ronde van Romandië ·
Eschborn-Frankfurt ·
Ronde van Italië ·
Critérium du Dauphiné ·
Ronde van Zwitserland ·
Copenhagen Sprint · 
Ronde van Frankrijk ·
Clásica San Sebastián ·
Ronde van Polen ·
BEMER Cyclassics ·
Renewi Tour ·
Ronde van Spanje ·
Bretagne Classic ·
GP van Quebec ·
GP van Montreal ·
Ronde van Lombardije ·
Ronde van Guangxi
Tour Down Under ·
Cadel Evans Great Ocean Road Race ·
Ronde van de Verenigde Arabische Emiraten ·
Omloop Het Nieuwsblad ·
Strade Bianche ·
Trofeo Alfredo Binda-Comune di Cittiglio ·
Milaan-San Remo ·
Brugge-De Panne ·
Gent-Wevelgem ·
Ronde van Vlaanderen ·
Parijs-Roubaix ·
Amstel Gold Race ·
Waalse Pijl ·
Luik-Bastenaken-Luik ·
Ronde van Spanje ·
Ronde van het Baskenland ·
Ronde van Burgos ·
Ronde van Groot-Brittannië ·
Ronde van Zwitserland ·
Copenhagen Sprint · 
Ronde van Italië ·
Ronde van Frankrijk ·
Ronde van Romandië ·
Ronde van Scandinavië ·
GP de Plouay-Bretagne ·
Simac Ladies Tour ·
Ronde van Chongming ·
Ronde van Guangxi